# L'Équation africaine
L'Équation africaine est un roman de Yasmina Khadra, publié le 18 août 2011 aux éditions Julliard. L'essentiel de l'action, après un prélude à Francfort-sur-le-Main, en Allemagne, se déroule de nos jours dans la corne de l'Afrique.

## Synopsis
Après dix ans de mariage, Jessica Krausmann, cadre de haut rang dans une entreprise commerciale tournée vers l'international, est déstabilisée par un de ses collègues ambitieux dans la course à une promotion qui lui semblait promise, et commet une erreur impardonnable — la perte d'un marché important — aux yeux des dirigeants de la société. Sans s'en ouvrir à son mari, elle choisit de se donner la mort.
Moralement effondré après le suicide inopiné de sa femme, Kurt Krausmann, médecin accepte la proposition de son meilleur ami, Hans Makkenroth, d'effectuer avec lui un voyage en voilier, à visée humanitaire, jusqu'aux Comores. Le voilier quitte son port d'attache, à Chypre, et traverse sans encombre la Méditerranée orientale, le canal de Suez et la mer Rouge, avant d'arriver dans le golfe d'Aden et l'océan Indien, où il se trouve arraisonné par des pirates somaliens. Kurt Krausmann et Hans Makkenroth sont alors conduits sur le continent, dans une geôle où ils rejoignent un ethnologue français, Bruno, installé en Afrique depuis une quarantaine d'années, et également prisonnier des pirates.

## Éditions
Édition imprimée
- Yasmina Khadra, L'Équation africaine : roman, Paris, Éditions Julliard, 18 août 2011, 327 p. (ISBN 978-2-260-01960-2, BNF 42498877)

Livre audio
- Yasmina Khadra, L'Équation africaine, Paris, Audiolib, 14 mars 2012 (ISBN 978-2-35641-437-3, BNF 42620765, présentation en ligne)Texte intégral ; narrateur : Hervé Lacroix ; support : 1 disque compact audio MP3 ; durée : 8 h 31 min environ ; référence éditeur : Audiolib 25 0473 6.